# Scud (tên lửa)

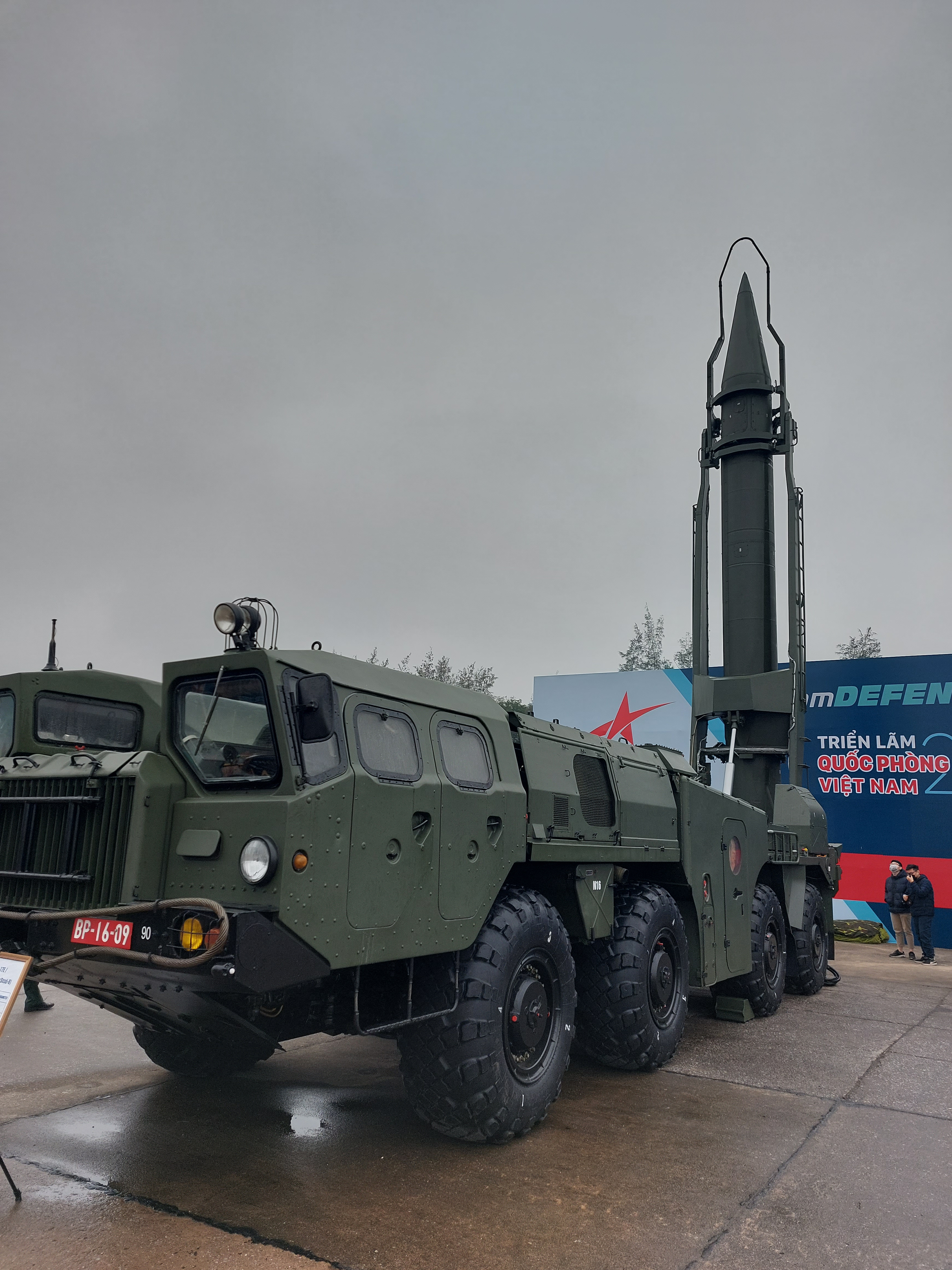
Bệ phóng tên lửa Scud-B thuộc biên chế Quân đội nhân dân Việt Nam tại Triển lãm Quốc phòng Quốc tế 2022.

Scud là lớp các tên lửa đạn đạo chiến thuật được Liên Xô triển khai trong thời kỳ Chiến tranh Lạnh và xuất khẩu rộng rãi tới nhiều nước khác trên thế giới. Thuật ngữ này xuất phát từ tên hiệu NATO SS-1 Scud vốn được các cơ quan tình báo phương Tây gán cho loại tên lửa này. Những tên tiếng Nga của nó là R-11 (phiên bản đầu tiên) và R-17 Elbrus (những phiên bản phát triển sau này). Cái tên Scud đã được các phương tiện truyền thông và nhiều thực thể khác dùng để chỉ không chỉ những tên lửa này mà cả nhiều loại tên lửa khác được phát triển tại các quốc gia khác dựa trên thiết kế của người Liên Xô. Thỉnh thoảng trên các phương tiện truyền thông đại chúng Hoa Kỳ, Scud được dùng để gọi tên lửa đạn đạo của bất kỳ một quốc gia nào không phải phương Tây.

## Phát triển thờiLiên Xô
Thuật ngữ Scud được sử dụng lần đầu tiên trong tên hiệu NATO SS-1b Scud-A, để chỉ loại tên lửa đạn đạo R-11. Tên lửa R-1 trước đó được NATO đặt tên hiệu SS-1 Scunner, nhưng là một bản thiết kế khác hẳn, hầu như sao chép trực tiếp từ loại V-2 của Đức Quốc xã. R-11 cũng sử dụng kỹ thuật học được từ V-2, nhưng có một thiết kế mới, nhỏ hơn và có hình dáng khác biệt so với V-2 và R-1. R-11 được Makeyev OKB thiết kế và bắt đầu đưa vào sử dụng năm 1957. Cải tiến mang tính cách mạng nhất của R-11 là ở động cơ, do A.M. Isaev thiết kế. Đơn giản hơn rất nhiều so với thiết kế nhiều buồng của V-2, và sử dụng một van đổi hướng chống dao động để ngăn chặn tiếng nổ của động cơ, nó là nguyên mẫu đầu tiên của những động cơ lớn hơn được sử dụng trong các tên lửa vũ trụ Nga sau này. Như mọi loại tên lửa đạn đạo thời kỳ đó, Scud-A sử dụng đầu dẫn quán tính với độ chính xác khá thấp, độ lệch mục tiêu theo ước tính của NATO lên tới 3.000 mét, do vậy nó ít có khả năng tiêu diệt mục tiêu nếu không sử dụng đầu đạn hạt nhân.
Các biến thể cải tiến là R-17 Elbrus / SS-1c Scud-B năm 1961 và SS-1d Scud-C năm 1965, cả hai đều có thể mang hoặc đầu nổ quy ước có sức nổ cao, hoặc một đầu đạn hạt nhân có sức công phá từ 5 tới 80 kiloton, hay một đầu đạn hóa học (VX nén). Các cải tiến làm tăng tầm bắn lên 300 km với Scud-B và 575 – 600 km với Scud-C. Đầu dẫn quán tính cải tiến giúp nâng cao đáng kể độ chính xác của Scud-B/C so với phiên bản Scud-A trước đó, độ lệch mục tiêu đã giảm xuống chỉ còn vài trăm mét. Với độ chính xác này, Scud-B/C đã có thể tiêu diệt mục tiêu chỉ với đầu đạn thông thường.
Biến thể SS-1e Scud-D được phát triển cuối thập niên 1980 có thể mang nhiều loại đầu đạn: loại quy ước có sức nổ mạnh, một loại đầu đạn nhiệt áp, hoặc đầu đạn mẹ chứa 40 đầu đạn con để sát thương diện rộng, hay 100 × 5 kg quả bom chống bộ binh nhỏ. Đầu dẫn cải tiến kết hợp quán tính với camera quang học, giúp nâng cao đáng kể độ chính xác của Scud-D, độ lệch mục tiêu đã giảm xuống chỉ còn khoảng 50 mét.
Tất cả các mẫu đều dài 11,25 mét (ngoại trừ Scud-A ngắn hơn 1 mét) và có đường kính 0,88 mét. Chúng được đẩy bằng một động cơ duy nhất sử dụng nhiên liệu kerosene và axit nitric với Scud-A, hay UDMH và RFNA (tiếng Nga: СГ-02 Тонка 250 (SG-02 Tonka 250)) với các mẫu khác.

## Tác chiến

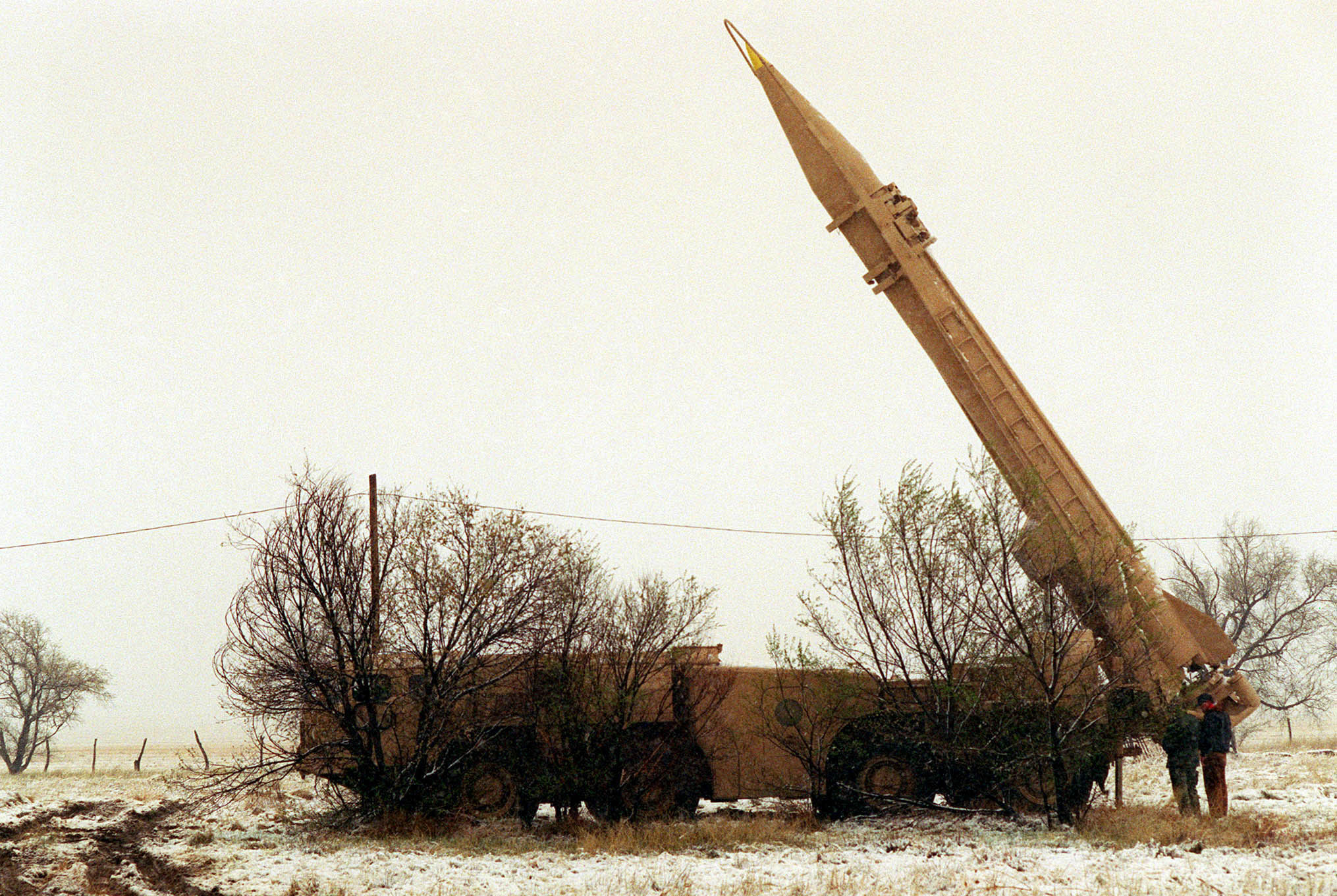
Hình ảnh tên lửa Scud chuẩn bị được phóng

Tên lửa Scud (và cả các biến thể của nó) là một trong số ít các tên lửa đạn đạo đã được sử dụng trong chiến tranh thực tế, chỉ đứng thứ hai sau loại V-2 của Đức Quốc xã về số lượng sử dụng (SS-21 là loại tên lửa đạn đạo duy nhất khác được sử dụng "trong chiến tranh"). Libya đã trả đũa các cuộc không kích của Hoa Kỳ (Chiến dịch El Dorado Canyon) năm 1986 bằng cách bắn nhiều tên lửa Scud vào một trạm đồn trú bảo vệ bờ biển Hoa Kỳ tại hòn đảo Lampedusa thuộc nước Ý. Các tên lửa Scud cũng đã được sử dụng trong nhiều cuộc xung đột gồm với bên sử dụng gồm cả Liên Xô và các lực lượng cộng sản Afghanistan tại nước này, Iran và Iraq chống lại nhau trong cái gọi là "Cuộc chiến tranh của các thành phố" trong thời Chiến tranh Iran-Iraq. Tên lửa Scud cũng được Quân đội Iraq sử dụng trong Chiến tranh Vùng Vịnh chống lại các mục tiêu của Israel và liên quân tại Ả Rập Xê Út.
Hơn mười tên lửa Scud đã được Quân đội Liên Xô bắn từ Afghanistan vào các mục tiêu tại Pakistan năm 1988. Một số lượng nhỏ tên lửa Scud cũng được sử dụng bởi các lực lượng Nga tại Chechnya năm 1996, các lực lượng trong cuộc nội chiến năm 1994 và 2016 tại Yemen và những năm sau đó.
Các nước sở hữu hoặc từng sở hữu tên lửa Scud-B gồm: Afghanistan, Armenia, Azerbaijan, Belarus, Bulgaria, Georgia, Kazakhstan, Iran, Iraq, Libya, Ba Lan, Slovakia, Turkmenistan, Ukraina, Các tiểu vương quốc Ả rập thống nhất, Việt Nam, Yemen và Nam Tư. Cộng hòa Dân chủ Congo và Ai Cập đã đặt mua thêm các tên lửa Scud-C để bổ sung vào số Scud-B họ đã có. Syria đã muốn đặt hàng biến thể Scud-D, và tên lửa Al Hussein của Iraq cũng có tầm bắn tương tự Scud-D. Cộng hòa Dân chủ Nhân dân Triều Tiên cũng có các tên lửa Scud sau các cuộc thử nghiệm tên lửa năm 2006.

## Phát triển khác
Tất cả các phiên bản tên lửa "Scud" đều có nguồn gốc từ loại tên lửa V-2 của Đức Quốc xã (giống như đa số các loại tên lửa và rocket thời kỳ đầu của Mỹ). Những phiên bản Scud ban đầu có độ lệch mục tiêu cao vì kết cấu của chúng thiếu một hệ thống dẫn đường điện tử chính xác (công nghệ này đến thập niên 1980 mới ra đời). Về mặt này, Scud có thể được coi là một loại bom khu vực. Những cải tiến của Iraq đã giúp tăng tầm bắn, nhưng ảnh hưởng xấu tới độ chính xác. Phải tới phiên bản Scud-D ra đời năm 1989 thì độ chính xác của Scud mới đạt mức cao.
Tương tự như với một số loại tên lửa khác, lợi thế quân sự của loại vũ khí này là sự dễ dàng trong vận chuyển, chỉ cần một xe tải mang bệ phóng (TEL). Tính cơ động cho phép lựa chọn vị trí phóng ở bất kỳ khu vực nào và làm tăng khả năng sống sót của hệ thống vũ khí (tới mức trong số gần 100 bệ phóng tên lửa Scud của Iraq được các phi công và các lực lượng đặc biệt của Liên quân Anh - Mỹ - Israel - Ả Rập Xê Út tuyên bố đã phá hủy trong Chiến tranh Vùng Vịnh, không một vụ nào được xác nhận chính thức sau đó).
Cái tên "Scud" cũng được sử dụng để chỉ loại tên lửa đã được sửa đổi của Iraq. Được cải tiến để có tầm bắn xa hơn, nó đã trở thành loại vũ khí nổi bật trong "Cuộc chiến của các thành phố" khi Iraq bắn 190 tên lửa Scud vào các thành phố của Iran gồm cả thủ đô Tehran.
Các tên lửa đó cũng đã được sử dụng trong Chiến tranh Vùng Vịnh, khi một số tên lửa được bắn vào Israel (40) và Ả Rập Xê Út (46). Hệ thống tên lửa phòng không MIM-104 Patriot của Hoa Kỳ được tuyên bố là đã thành công trong việc bắn hạ nhiều tên lửa Scud, nhưng nhiều lời chỉ trích (xem Ted Postol) cho rằng mức độ chính xác của các tên lửa Patriot đã được phóng đại quá nhiều và trên thực tế tới 95% không trúng mục tiêu. Một vấn đề là các tên lửa Scud tự hủy khi chúng tới gần mục tiêu có nghĩa là rất khó để biến nó thành mục tiêu và để phân biệt mảnh nào của nó là đầu đạn và mảnh nào là mảnh vỡ đơn thuần. Các tên lửa là một trong những loại vũ khí tấn công đáng lo ngại nhất của Iraq, đặc biệt đối với Israel. Đã có lo ngại đặc biệt về việc chúng có thể được trang bị với các đầu đạn hóa học hay sinh học.
Cuối cuộc chiến các tên lửa Scud được cho là đã gây ra cái chết trực tiếp của một người Israel, một lính Ả Rập Xê Út và 28 binh sĩ Mỹ (tên lửa đã bắn trúng một doanh trại của Quân đội Mỹ tại Dhahran, Ả Rập Xê Út). Việc săn lùng các tên lửa Scud chiếm một phần ba lực lượng không quân của Liên quân. Vì chúng dễ dàng cơ động trên những chiếc xe chuyên chở TEL nên việc truy tìm gặp nhiều khó khăn; các lực lượng đặc nhiệm Hoa Kỳ và Anh thường có trách nhiệm truy tìm và tiêu diệt chúng ngay phía trong giới tuyến quân địch. Việc loại trừ mối đe dọa từ phía các tên lửa Scud có tầm quan trọng đặc biệt đối với các nước trên bởi Israel đã đe dọa sẽ tham chiến chống Iraq nếu các cuộc tấn công tiếp tục diễn ra, điều này sẽ gây chia rẽ các nước Ả Rập chống Israel trong liên quân và ảnh hưởng tới những nỗ lực chiến tranh của Hoa Kỳ và Anh Quốc.
Người Iraq đã phát triển bốn phiên bản: Scud, Scud tầm xa hay Scud LR, Al Hussein, và Al Abbas. Do hạn chế về khả năng công nghệ, những tên lửa tự cải tiến này của Iraq thường bị nổ tung khi bay hoặc chỉ mang được các đầu đạn nhỏ có sức công phá thấp.
Các chương trình tên lửa của Bắc Triều Tiên, Iran, và Pakistan đã sử dụng công nghệ của Scud để phát triển các tên lửa có tầm bắn được cho là lên tới 1.300 đến 1.500 km.

## Đặc điểm chung
| Mã NATO                                   | Scud-A  | Scud-B | Scud-C | Scud-D |
| Cơ quan Tình báo Quốc phòng Hoa Kỳ        | SS-1b   | SS-1c  | SS-1d  | SS-1e  |
| Ngày triển khai                           | 1957    | 1964   | 1965   | 1989   |
| Tầm hoạt động                             | 180 km  | 300 km | 600 km | 700 km |
| Phạm vi lệch mục tiêu (ước tính của NATO) | 3.000 m | 450 m  | 700 m  | 50 m   |

## Thông tin thêm
- Mark Philippoussis, vận động viên quần vợt người Úc, có tên hiệu 'Scud' vì có tốc độ giao bóng lên tới trên 200 km/h.